# Missa do Crisma
A Missa do Crisma, é uma missa realizada na Quinta-feira Santa na catedral de cada diocese.
Consiste em dois pontos fundamentais:
- a Bênção dos Santos Óleos, que são os óleos do Crisma, dos Enfermos e do Batismo.
- a Renovação das Promessas Sacerdotais por parte dos sacerdotes diante do Bispo.

## Rito das bênçãos dos Santos Óleos
Os óleos são levados ao altar, e daí segue o rito próprio para cada.

### Consagração do Crisma

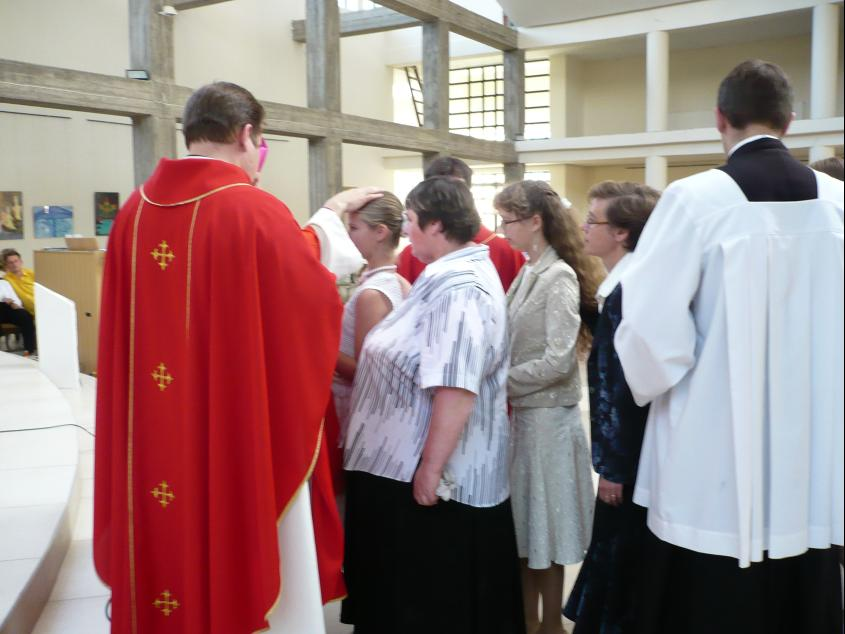
O óleo do Crisma sendo usado na Missa da Confirmação.

O Bispo derrama os perfumes e confecciona o óleo do Crisma em silêncio, a não ser que o óleo já tenha sido preparado. Após, ele invoca a longa Oração de Consagração.

### Bênção do Óleo dos Enfermos
Antes da Oblação, o Diácono se dirige próximo ao óleo dos Enfermos e o leva ao altar. O Bispo então, faz a oração da bênção:
Ó Deus, Pai de toda consolação,
que pelo Vosso Filho quisestes curar os males dos enfermos,
atendei à oração de nossa Fé: enviai do céu o Vosso Espírito Santo Paráclito
sobre este óleo generoso, que por Vossa bondade a Oliveira nos fornece para alívio do corpo,
a fim de que pela Vossa santa bênção, seja para todos que com ele forem ungidos,
proteção do corpo, da alma e do espírito, libertando-os de toda dor,
toda fraqueza e enfermidade.
Dignai-vos abençoar para nós, ó Pai, o Vosso óleo santo,
em nome de Nosso Senhor Jesus Cristo. Que convosco vive e reina, na unidade do Espírito Santo.

### Bênção do Óleo do Batismo

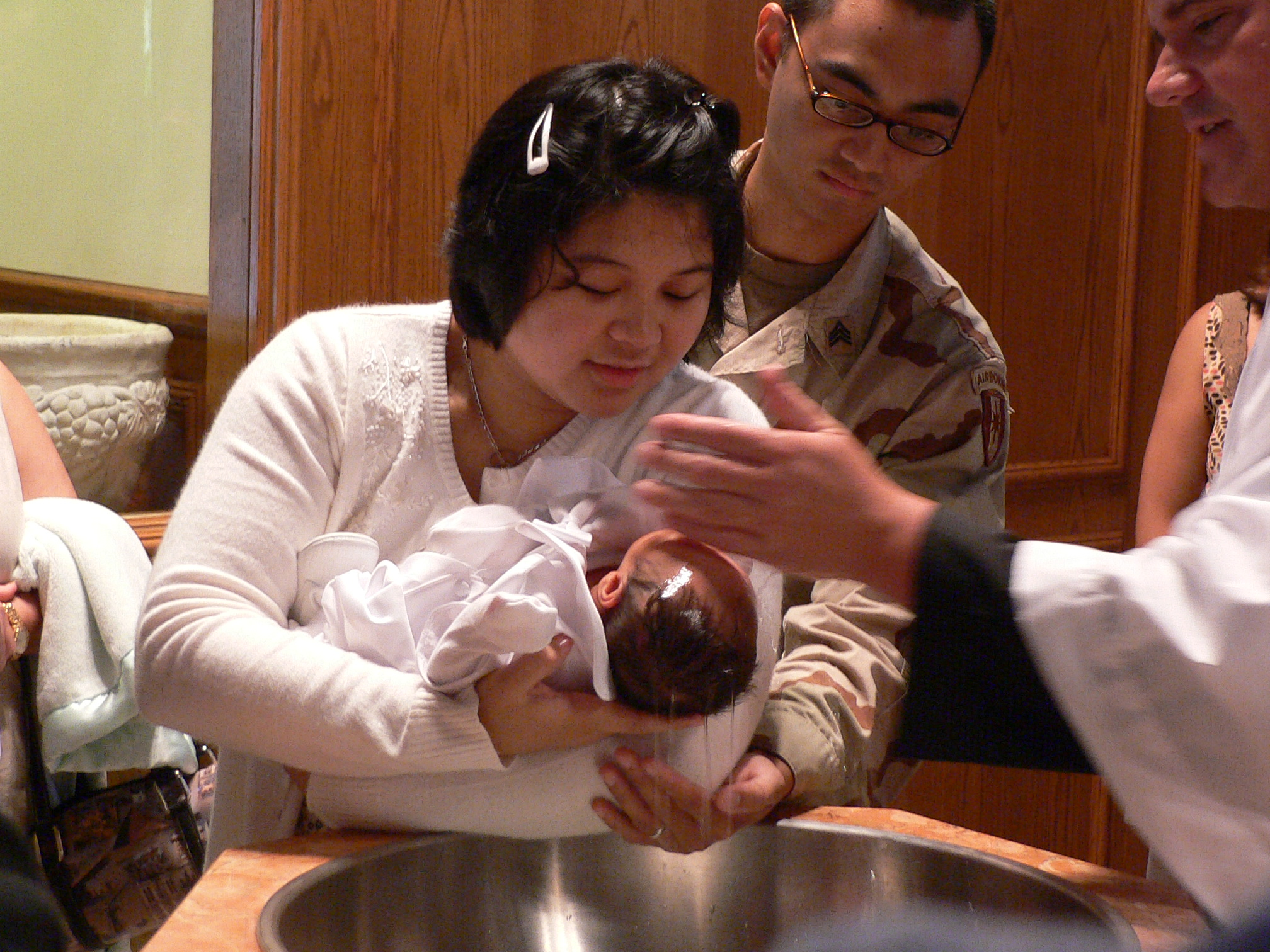
Criança sendo batizada após receber o Óleo do Batismo.

Após a oração depois da Comunhão, o Bispo e os concelebrantes ficam ao redor da mesa com o óleo do Batismo (ou dos Catecúmenos). O Bispo de braços abertos para o povo, diz:
Ó Deus, força e proteção do Vosso povo, que fizestes do óleo, Vossa criatura,
sinal de fortaleza: dignai-Vos abençoar este óleo, e concedei o dom da força,
aos catecúmenos que com ele forem ungidos; para que, recebendo a sabedoria e virtudes divinas,
compreendam mais profundamente o Evangelho do Vosso filho Jesus Cristo,
sejam generosos no cumprimento dos deveres cristãos e, dignos da adoção filial,
alegrem-se por terem renascido e viverem em Vossa Igreja.
Por Cristo, nosso Senhor.

## Renovação das Promessas Sacerdotais
Terminada a Homilia, o Bispo se dirige aos sacerdotes dizendo:

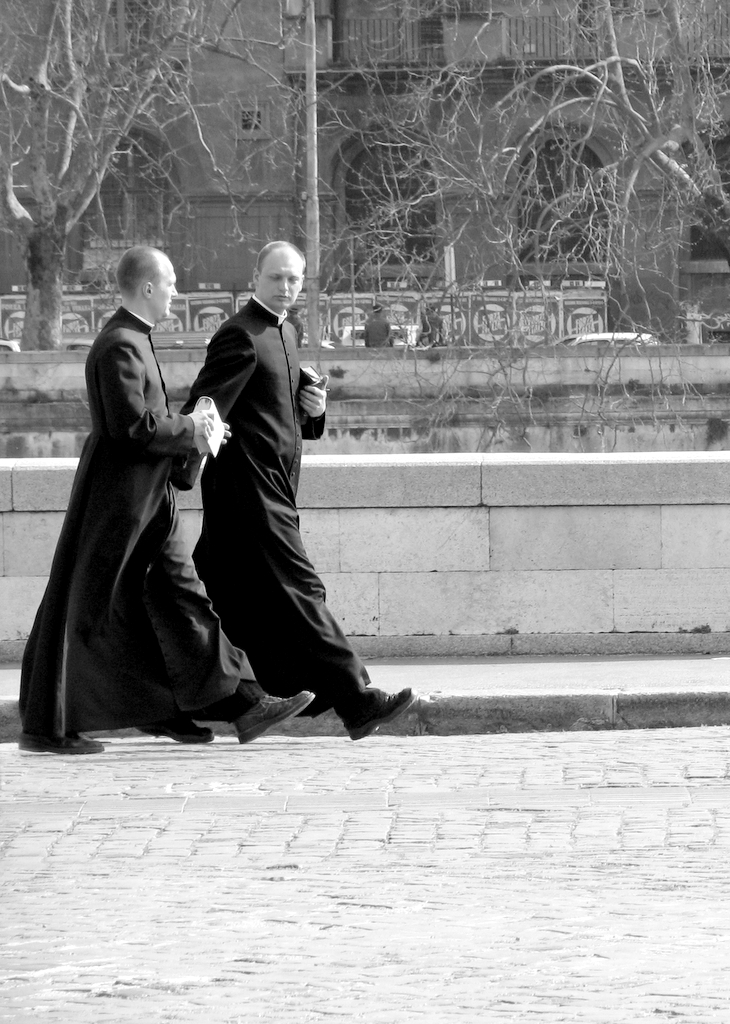
Os padres, que na Missa do Crisma renovam sua promessas sacerdotais.

onde: B: Bispo;  S:sacerdotes e P:povo;
B:Filhos caríssimos, celebrando a cada ano o dia o Senhor Jesus comunicou seu sacerdócio,
aos Apóstolos e a nós, quereis renovar as promessas promessas que um dia fizestes
perante o vosso Bispo e o povo de Deus?
S:Quero!
B:Querei-vos unir-vos e conformar-vos mais estreitamente ao Senhor Jesus,
renunciando a vós mesmos e confirmando os compromissos do Sagrado Ministério que,
levados pelo Amor do Cristo, assumistes em relação à Igreja, no dia de vossa ordenação sacerdotal?
S:Quero!
B:Quereis ser fiéis distribuidores dos mistérios de Deus pela missão de ensinar,
pela Sagrada Eucaristia e demais celebrações litúrgicas, seguindo
o Cristo Cabeça e Pastor, não levados pela ambição dos bens materiais,
mas levados pelos amor aos seres humanos?
S:Quero!
o bispo volta-se para o povo e diz:
B:E vós, caríssimos filhos e filhas, rezai pelos vossos presbíteros,
para que  o Senhor derrame profusamente os seus dons sobre eles e,
como fiéis ministros do Cristo, Sumo Sacerdote, vos conduzam àquele que é fonte da Salvação.
P:Cristo ouvi-nos. Cristo atendei-nos!
B:E orai também por mim, para que eu seja fiel à missão apostólica,
confiada à minha fraqueza, e cada dia realize melhor entre vós a imagem viva
do Cristo Sacerdote, Bom Pastor, Mestre e Servo de todos.
P:Cristo ouvi-nos. Cristo atendei-nos!